# Catharia pyrenaealis
Catharia pyrenaealis is een vlinder uit de familie van de grasmotten (Crambidae), uit de onderfamilie van de Glaphyriinae. De wetenschappelijke naam is voor het eerst gepubliceerd in 1843 door Philogène-Auguste-Joseph Duponchel.
De soort komt voor in de Alpen en in de Pyreneeën (Spanje, Andorra, Frankrijk, Zwitserland, Italië en Oostenrijk). Volgens sommige bronnen, zoals Lepiforum e.V. is Catharia simplonialis (Herrich-Schäffer, 1848) een aparte soort in plaats van een synoniem van Catharia pyrenaealis. Volgens die bronnen komt Catharia simplonialis alleen in de alpen voor en Catharia pyrenaealis alleen in de Pyreneeën. Op Lepiforum e.V. is echter te lezen dat F. Slamka in "Pyraloidea of Europe (Lepidoptera). Vol. 1" (2006) twijfelt of het om twee verschillende soorten gaat. Zowel de uiterlijke verschillen als de verschillen in de genitaliën tussen vlinders uit de Pyreneeën en vlinders uit de Alpen zijn daarvoor naar zijn mening te klein.